# Синьково (Могилёвская область)
Синьково — деревня в составе Запольского сельсовета Белыничского района Могилёвской области Республики Беларусь.
В деревне работает Синьковская ДС-СШ.

## Географическое положение
Ближайшие населённые пункты: Рубеж, Замочулье, Дручаны.